# سلسله نعمت‌اللهی
سلسلهٔ نعمت‌اللهی یکی از طریقت‌های تصوف است که از قرن هشتم هجری به بعد، به دلیل اجتهادات و خدمات شاه نعمت‌الله ولی، از معروفیه به نعمت‌اللهی شهرت یافت. سلسلهٔ نعمت‌اللهی در عصر حاضر از معروف‌ترین شاخه‌های تصوف است.
کلمهٔ نعمت‌اللهی از نام شاه نعمت‌الله ولی گرفته شده و چون در دوران او، پیروان او را «نعمت‌اللهی» می‌خواندند، این عنوان به کسانی که بعد از وی از عقاید و روش صوفیانۀ وی تبعیت کردند، داده شد. قبل از شاه نعمت‌الله نام طریقت همنام با قطب وقت بوده، چنان‌که در زمان معروف کرخی به معروفیه و در زمان جنید بغدادی به جنیدیه مشهور بوده‌است.

## نسبت خرقۀ شاه نعمت‌الله ولی
شاه نعمت‌الله ولی > عبدالله یافعی > صالح بربری > نجم‌الدین کمال کوفی > ابوالفتوح صعیدی > ابومدین > ابوالسعود اندلسی > ابوالبرکات > ابوالفضل بغدادی > احمد غزالی > ابوبکر نساج > ابوالقاسم گرّکانی > ابوعثمان مغربی > ابوعلی کاتب > ابوعلی رودباری > جنید بغدادی > سری سقطی > معروف کرخی > داوود طائی > حبیب عجمی > حسن بصری > علی بن ابی‌طالب

## زندگی و آثار شاه نعمت‌الله ولی
سید نورالدّین «شاه نعمت‌الله ولی» از اقطاب و صوفیان مشهور قرن هشتم و نهم هجری است. نعمت‌الله ولی در روز دوشنبه چهاردهم ربیع الاول ۷۳۱ هجری قمری در شهر حلب متولد شد. هفت سال مرشد خود عبدالله یافعی را خدمت کرد. وی در هرات با نوهٔ میرحسینی هروی پرسندۀ سؤالات گلشن راز ازدواج کرد و ثمرهٔ این ازدواج یگانه فرزند او برهان‌الدین خلیل‌الله (متولد ۷۷۵ هجری) بود که در کوهبنان کرمان متولد شد و پس از شاه نعمت‌الله ولی به قطبیت سلسلۀ نعمت‌اللهی رسید. شاه نعمت‌الله ولی قریب صد سال زندگی کرد و سرانجام در روز پنجشنبه بیست و سوم ماه رجب ۸۳۲ و به قولی ۸۳۴ هجری در کرمان خرقه تهی کرد.

### فعالیت‌های عمرانی
نعمت‌الله ولی توجه خاصی به خدمات عام‌المنفعه داشت و در برخی از مناطق و شهرهای ایران مانند ماهان، کرمان، ابرقو و تفت یزد اقدامات عمرانی مانند احداث ساختمان، باغ و حفر قنات به انجام رسانید که برخی از آن‌ها مانند عمارت شاه ولی در تفت یزد کماکان باقی است.

### تألیفات
از شاه نعمت‌الله ولی آثار و تألیفات متعددی به‌جا مانده‌است از جمله کلیات اشعار، رساله‌ها و شرح لمعات.

## مکتب شاه نعمت‌الله ولی
پیروان شاه نعمت‌الله ولی وی را دارای اجتهاد نظری و اجتهاد عملی می‌دانند و دلایل آن به شرح زیر آمده‌است.
اجتهاد نظری: نعمت‌الله ولی برای اینکه مسئلۀ وحدت وجود را بیان کند، وجود را به دریایی تشبیه می‌کند و مظاهر آن را امواج و حباب‌های آن دریا می‌داند که در حقیقت آب‌اند. شاه می‌گوید: حقیقت وجود مانند نقطه است و دایره‌ای که از حرکت آن پیدا می‌شود نمودار مظاهر وجود است که اگرچه ظاهراً وجودی دارد اما در حقیقت آن وجود اعتباری است. نیز مانند الف و سایر حروف که از نقطه پیدا می‌شوند و وجودشان ظاهری می‌باشد.
اجتهاد عملی:
1. منع پیروان مکتب خود از بیکاری و گوشه نشینی بود.
2. مریدان را از داشتن لباس مخصوص فقر نهی نمود.
3. از زمان نعمت‌الله ولی به بعد در روحیه پیروان نعمت‌اللهی نشاط و سرور و شادمانی سالک در سیر و سلوک بر خمود و گرفتگی و اندوه او می‌چربد.
4. شاه نعمت‌الله ولی تصوف را امری انحصاری نمی‌دانست و هرکه را طالب مکتب توحید می‌دید، الفبای محبت می‌آموخت.
5. شاه نعمت‌الله ولی با تمام ملل و نحل و سلاسل فقری آن زمان، با کمال محبت سلوک می‌نمود.[۵]

## بهترین ریاضت از دیدگاه شاه نعمت‌الله ولی
توصیه شاه نعمت‌الله ولی به مریدان این بود که بهترین ریاضت و نیکوترین وجه برای تصفیه دل و تزکیه نفس شفقت به خلق و خدمت در اجتماع است و به آن‌ها آموخت که چگونه می‌توانند در عین حال که مشغول حق‌اند در میان خلق به سر برند و خلوتی در انجمن داشته باشند.

## خصوصیات سلسلۀ نعمت‌اللهی
اساس تصوف سلسلۀ نعمت‌اللهی بر پنج چیز است: ذکر، فکر، محاسبه، مراقبه و ورد.
ویژگی‌های مهم اجتماعی سلسلۀ نعمت‌اللهی از این قرار است:
1. عزلت را نمی‌پسندند و خلوت در انجمن را بر آن ترجیح می‌دهند.
2. سخت مخالف استعمال حشیش و اعتیادات از این نوع‌اند.
3. درویشان نعمت‌اللهی باید به کاری مشغول باشند و از بیکاری در این طریقت نهی شده‌است.
4. صوفیان این طریقت لباس مخصوصی را انتخاب نکرده‌اند.
5. انسان‌ها را از هر مذهب و ملت که باشند دوست دارند و احترام می‌گذارند و در زندگی روش ایشان، خدمت و شفقت به خلق‌الله است.
6. در مجالس خود بیشتر به ذکر قلبی و مراقبه مشغول‌اند و به ذکر جلی کمتر می‌پردازند.
7. طرفدار صلح و برادری و برابری هستند.

## انتقال سلسلۀ نعمت‌اللهی به هند
پس از فوت شاه نعمت‌الله ولی، فرزندش شاه خلیل‌الله، ارشاد درویشان نعمت‌اللهی را به عهده گرفت. شاه خلیل‌الله از ایران به دکن رفت و تا زمان شاه علیرضای دکنی، اقطاب سلسله در دکن سکونت داشتند، تا اینکه در سال ۱۱۹۰ هجری ـ پس از حدود سه قرن ـ سید معصوم‌علیشاه دکنی به ایران آمد و به زودی مردانی چون فیض‌علیشاه و نورعلیشاه اصفهانی و مشتاق‌علیشاه را تربیت و با خون خود و مشتاق و مظفرعلی‌شاه، نهال فقر را مجدداً در ایران آبیاری کردند.

## پیران سلسلۀ نعمت‌اللهی پس از بازگشت به ایران
معصوم‌علیشاه > نورعلیشاه > حسین‌علیشاه > مجذوب‌علیشاه همدانی > مست‌علیشاه > رحمت‌علیشاه > منورعلی‌شاه > وفاعلی‌شاه شیرازی > صادق‌علیشاه > مونس‌علیشاه > جواد نوربخش (نورعلیشاه) > علیرضا نوربخش (رضاعلیشاه)

## خانقاه‌های نعمت‌اللهی
سلسلۀ نعمت‌اللهی و مجتمع خانقاهی آنان از آغاز قرن نهم تا کنون دایر و پابرجاست و به اقتضای قبول و رد اجتماعی، زمانی در حال نهضت و گاهی در حال فترت همچنان به حیات خود ادامه داده‌است.
تاریخ بنای خانقاه که آقای حاج میرزاعبدالحسین ذوالریاستین نعمت‌اللهی شیرازی ملقب به مونسعلی‌شاه در تهران احداث کرد بسال ۱۳۱۵ شمسی موافق با ۱۳۵۵ قمری هجری. آقای ذوالریاستین از اقطاب کنونی سلسلۀ نعمت‌اللهیه در تهران نزدیک چهارسو چوبی خانه‌ای ابتیاع فرمود که آنرا به‌نام خانقاه خواندند و اکنون محل نشیمن معظم‌له در تهران است.

## شاخه‌های نعمت‌اللهیه
در حال حاضر علاوه بر رهروان طریقت نعمت‌اللهی مندرج در مقاله حاضر، دو گروه از صوفیان معروف ایران - گنابادی و صفائی - نیز خود را نعمت‌اللهی می‌خوانند و نسبت سلسله خود را به نعمت‌الله ولی می‌رسانند.

### سلسلۀ نعمت‌اللهی و برادران گنابادی
با مرگ رحمت‌علیشاه قطبیت سلسلۀ نعمت‌اللهی به منورعلی‌شاه واگذار شد. با اعلام قطبیت منورعلی‌شاه و انتشار اجازه‌نامه‌هایی که از رحمت‌علیشاه داشت همه مشایخ این سلسله در داخل و خارج کشور با وی بیعت کردند. رحمت‌علیشاه دو نوبت برای منورعلی‌شاه اجازه‌نامه صادر کرده بودند. اجازه‌نامه اول در سال ۱۲۷۲ ه‍. ق؛ و به هنگامی نوشته شده که رحمت‌علیشاه عازم سفر کرمان و ماهان بوده و به احتیاط و اینکه کسالت داشت اقدام نوشتن آن اجازه‌نامه کرد. اجازه‌نامه دوم در تاریخ ۲۲ شعبان ۱۲۷۷ ه‍.ق نوشته شده‌است.
تنها شیخ سلسلۀ نعمت‌اللهی از اصفهان ملا محمد کاظم ملقب به سعادت‌علی‌شاه تسلیم نشد و اجازه‌نامه‌ای را که برای ارشاد و دستگیری فقرای اصفهان داشت به عنوان اجازه جانشینی رحمت‌علیشاه قلمداد کرد و نخستین انشعاب را در سلسلۀ نعمت‌اللهی به وجود آورد.
پیروان سعادت‌علیشاه مدعی‌اند که دستخط دوم جعلی و به خط میرزا محمدحسین نایب‌الصدر، پسر رحمت‌علیشاه است. پیروان منورعلیشاه در صحت صدور دستخط رحمت‌علیشاه برای سعادت‌علیشاه تردیدی ندارند ولی می‌گویند این دستخط اجازه شیخوخت است و نه جانشینی.
سعادت‌علیشاه که از شاگردان رحمت‌علیشاه بود، از پیروی منورعلی‌شاه سر باز زد و به دنبال مرگ وی، ملا سلطان‌علی گنابادی که در برخوردی با سعادت‌علیشاه مجذوب ایشان شده و به اصفهان آمده و در خدمتش بوده به بیدخت (از توابع گناباد در استان خراسان) مراجعه نمود و به دستگیری طالبین مشغول شد و جمعیت برادران گنابادی را به وجود آورد.

### سلسلۀ نعمت‌اللهی و برادران صفائی
در پیروان رحمت‌علیشاه که از رفتار سعادت‌علیشاه و تسلیم نشدن او به قطب جدید سلسلۀ نعمت‌اللهی، منورعلی‌شاه، برآشفت میرزا حسن اصفهانی (صفی‌علی‌شاه) بود که در شهر یزد اقامت داشت.
صفی‌علی‌شاه به منورعلی‌شاه تسلیم شده و تجدید عهد کرده، به سعادت‌علیشاه به خاطر عدم تمکین از وی، تاخته و او را ضمن شعر معروفش زندیق جاهل خوانده و از منورعلی‌شاه با لقب فاضل یاد کرده‌است شیخیت از ایشان یافته و لقب صفی‌علیشاه دریافته و دو سفر به دستور وی به مأموریت هند رفته و سالی چند در یزد مأمور و شیخ سلسلۀ نعمت‌اللهی بوده‌است.
در آن ایام عبدعلی‌شاه، که در کاشان می‌زیسته و شهر تهران هم جزو حوزه شیخوخیت ایشان بوده‌است، از سر و صدای پیرامون صفی‌علیشاه به وسیله پیروان مقیم تهرانش باخبر می‌شود. با توجه به اینکه صفی‌علیشاه نمی‌بایست کسی را در تهران دستگیری کرده باشد، با ایشان به مکاتبه می‌پردازد و سرانجام کار بالا می‌گیرد.
با بالاگرفتن اختلاف مذکور، منورعلی‌شاه، بدون اطلاع قبلی راهی تهران شد تا در حضور خودش به غائله پایان دهد. متأسفانه با ورود منورعلی‌شاه به تهران نه تنها مشکل حل نمی‌شود به عللی رابطه مرید و مرادی صفی با منورعلی‌شاه پاره می‌شود و ایشان رنجیده و بریده از صفی تهران را ترک می‌کند.
صفی‌علیشاه تا زنده بود، خود را درویش نعمت‌اللهی می‌خواند ولی در پایان مثنوی نسب‌نامه اولیا کبار و پیران بزرگوار، که گونه‌ای از اعلام قطبیت غیر مستقیم است، نامی از آخرین پیر و مراد خود منورعلی‌شاه ندارد و نسب نامه را با نام رحمت‌علیشاه خاتمه می‌دهد که این همه نشان دهنده آن است که صفی آن قسمت از زندگی خود را که در خدمت منورعلی‌شاه، مأمور دستگیری و ارشاد از سوی ایشان بوده، ندیده انگاشته‌است.
سرانجام، حسن اصفهانی (صفی‌علیشاه)، در ۶۵ سالگی و در سال ۱۳۱۶ ه‍.ق درگذشت و گروهی جدید به نام برادران صفایی، اخوان صفا یا صفی‌علی‌شاهی پدید آمد که خود را نعمت‌اللهی می‌دانند و نسبت خود را از صفی به رحمت‌علیشاه پیوند می‌زند.